# Калирои
Калирои (грч. Καλλιρρόη) је насељено место у општини Кукуш у периферији Средишња Македонија, Грчка. Према попису из 2021. године било је 23 становника.
Према бугарском географу и историчару, Василу Канчову, у Калироју је 1900. године живело 85 Турака. За време Првог светског рата село је разорено а становништво је протерано. Године 1924. насељене су грчке избегличке породице, којих је на попису из 1928. било 79. Село се раније звало Караџали.